# Emanuel Shultz
Emanuel Shultz (* 25. Juli 1819 in Stouchsburg, Berks County, Pennsylvania; † 5. November 1912 in Miamisburg, Ohio) war ein US-amerikanischer Politiker. Zwischen 1881 und 1883 vertrat er den Bundesstaat Ohio im US-Repräsentantenhaus.

## Werdegang
Emanuel Shultz besuchte die öffentlichen Schulen seiner Heimat und absolvierte danach eine Lehre als Schuhmacher. Im Jahr 1838 zog er nach Miamisburg, wo er im Handel arbeitete. Später stieg er auch in das Bankgewerbe ein. Außerdem wurde er in der Papierherstellung tätig. Politisch wurde er zunächst Mitglied der Whig Party und dann der 1854 gegründeten Republikanischen Partei. Er bekleidete einige lokale Ämter und war von 1859 bis 1862 County Commissioner, was in etwa einem Bezirksrat entspricht, im Montgomery County. Im Jahr 1873 war er Mitglied eines Verfassungskonvents des Staates Ohio. Von 1875 bis 1877 gehörte er dem dortigen Repräsentantenhaus an. Im Jahr 1878 kandidierte er noch erfolglos für das US-Repräsentantenhaus.
Bei den Kongresswahlen des Jahres 1880 wurde Shultz dann aber im vierten Wahlbezirk von Ohio in das US-Repräsentantenhaus in Washington, D.C. gewählt, wo er am 4. März 1881 die Nachfolge von J. Warren Keifer antrat. Da er im Jahr 1882 von seiner Partei nicht mehr zur Wiederwahl nominiert wurde, konnte er bis zum 3. März 1883 nur eine Legislaturperiode im Kongress absolvieren. Nach seiner Zeit im US-Repräsentantenhaus arbeitete Shultz wieder in der Papierherstellung. Zwischen 1889 und 1894 war er Posthalter in Miamisburg. Dort ist er am 5. November 1912 im Alter von 93 Jahren verstorben. Er war mit Sarah Beck verheiratet, mit der er drei Töchter hatte.